# Chemin de fer industriel de la Plaine Saint-Denis et d'Aubervilliers
Pour les articles homonymes, voir CFI, Chemin de fer industriel du port de Vilvorde et extensions et Chemin de fer industriel des Grésillons.

Le Chemin de fer industriel de la Plaine Saint-Denis et d'Aubervilliers  ou CFI est un ancien ensemble privé de voies de desserte industrielle ferroviaire dans le quartier de La Plaine Saint-Denis, à Saint-Denis et Aubervilliers, en Seine-Saint-Denis (banlieue nord de Paris).
Il eut un rôle majeur pour assurer la desserte fine de ce qui fut, dans la première moitié du XXe siècle et jusqu'à la désindustrialisation qui débuta dans les années 1970, la première zone industrielle d'Europe.

## Histoire

### Origine

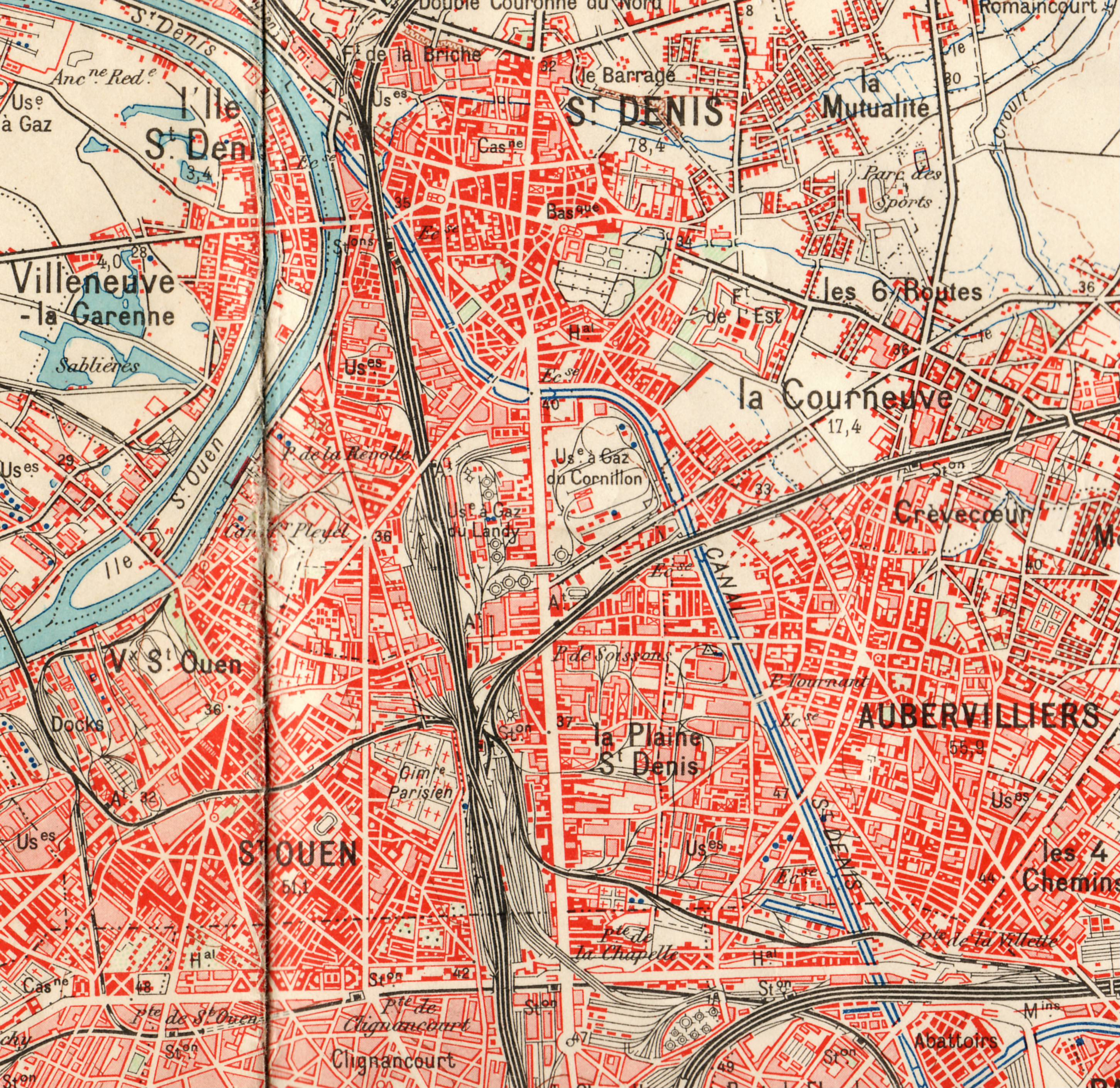
Entre Saint-Ouen et Aubervilliers, le tracé du CFI et ses raccordements apparaissent nettement sur cette carte de 1936.

Son origine remonte aux années 1870. Paris est alors en pleine expansion à la suite des transformations de Paris sous le Second Empire et l'on construit de nombreux immeubles en pierre calcaire. Deux entrepreneurs, Félix Civet, exploitant des carrières de calcaire de Saint-Maximin, et Riffaud, entrepreneur de bâtiment, ont alors l'idée de construire un chantier de pierre de taille aux portes de Paris. Plutôt que d'acheminer les blocs de pierre brute pesant de 5 à 10 tonnes à travers la capitale, ils ont l'idée d'établir d'un vaste chantier à l'entrée de Paris nouvellement étendu, et où les blocs seraient réceptionnés et taillés, et seules les pierres terminées seraient à transporter.
Ils achètent ainsi un terrain de 40 000 m2 dans la Plaine Saint-Denis, entre l'avenue du Président-Wilson et la rue des Fillettes, à l'époque vierge de constructions, afin d'y implanter bureaux d’études et de dessin, ateliers de taille et de sculpture de pierre, logements pour le personnel au 124 avenue du Président-Wilson ainsi que des écuries pour 80 chevaux de trait,.
Le site n'était distant de la gare de La Plaine-Marchandises que de 200 m, mais en était séparé par l'actuelle avenue du Président-Wilson et un site industriel. Les associés souhaitent donc pouvoir très vite recevoir les blocs par le chemin de fer plutôt que par les fardiers à 2 ou 4 roues tractés par des attelages de 5 à 10 chevaux.
Ce n'est toutefois qu'en 1884 que l'entreprise est reliée au réseau de la compagnie des chemins de fer du Nord, par un embranchement particulier qui la connecte à la ligne de La Plaine à Hirson, en traversant l'avenue du Président-Wilson et ses voies de tramway, ce qui nécessite l'acquisition d'une bande de terrain de 5 m. de large à travers l'usine de la lessive Phenix. La Société Riffaud-Civet reçoit son premier wagon, en traction hippomobile, le 10 mars 1884.
L'usine Saint-Gobain demande le prolongement de la voie ferrée jusqu'à ses installations pour créer un sous-embranchement. Elle est rapidement imitée par d'autres sociétés établies antérieurement dans le quartier.
La Société Riffaud-Civet crée ainsi la société du chemin de fer industriel de la Plaine-Saint-Denis et d’Aubervilliers et, pour des raisons financières, ils sollicitent les industriels de La Plaine qui s’associent nombreux à ce projet de Chemin de fer industriel (CFI). De manière concomitante, la Société Riffaud-Civet achète progressivement les derniers terrains agricoles du secteur afin de les équiper de ses voies ferrées et de vendre des terrains ainsi viabilisés aux entreprises intéressées.

### Expansion
Sur ces terrains desservis par le chemin de fer, de nombreuses implantations ont lieu dans les années 1890. C'est également à cette période que le CFI obtient l'autorisation de desservir l’infrastructure portuaire (port de la Haie-Coq) d’Aubervilliers, permettant de relier l'ensemble des usines à la voie d'eau. Ces nouvelles installations, qui facilitent les approvisionnements et expéditions, attirent d’autres entreprises sur le secteur. Il est également aménagé une liaison avec le réseau voisin des Entrepôts des magasins généraux de Paris, lui-même connecté à la ligne de La Plaine à Pantin.
Avant la Première Guerre mondiale, le CFI reste cantonné à la desserte de la partie sud de La Plaine, délimitée par la rue du Landy. La guerre lui permet d'obtenir l'autorisation de desservir la Société de Travaux Dyle et Bacalan, travaillant pour la défense. Le réseau poursuit successivement son extension vers le nord, franchissant même la ligne de La Plaine à Hirson, pour desservir les Hydrocarbures de Saint-Denis.
Quelques années plus tard, le CFI dessert ainsi 82 entreprises, essentiellement des secteurs des produits chimiques, métallurgiques et d'hydrocarbures. Le CFI obtient de son voisin, les entrepôts des magasins généraux de Paris (EMGP), un droit de passage sur ses voies ferrées, donnant ainsi accès aux lignes de la Compagnie des chemins de fer de l'Est en gare de Pantin et à la ligne de Petite Ceinture
À l'âge d'or du CFI, en 1930, 85 usines et entrepôts y sont reliés et le réseau transporte 600 000 tonnes de fret.

### Déclin

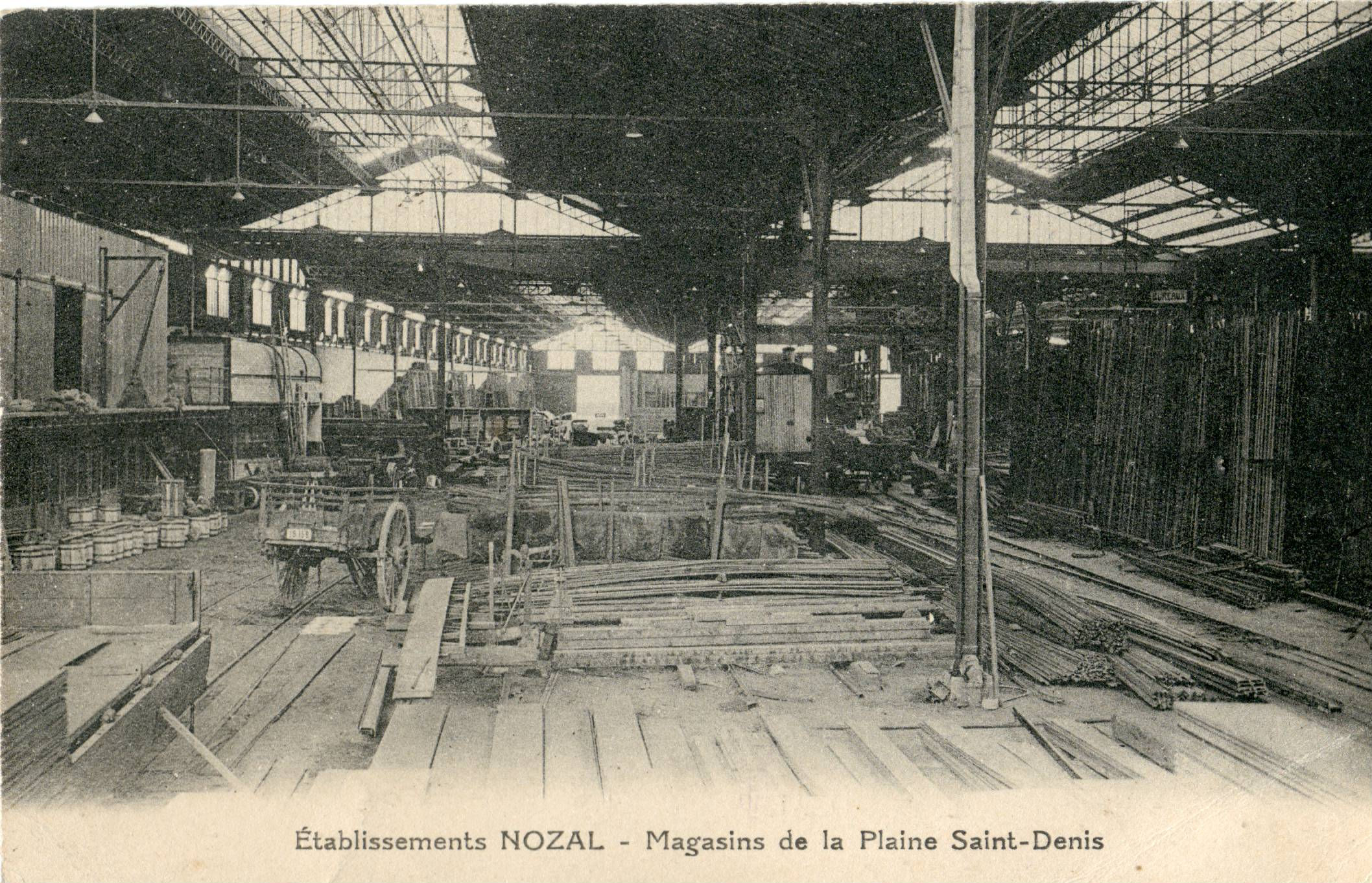
Les établissements Nozal, dernière entreprise à utiliser le CFI.

Dans les années 1970, La Plaine est touchée de plein fouet par la crise industrielle. De 1973 à 1986, une vingtaine d'usines ferment, 6 700 emplois et 41 000 m2 de locaux industriels qui se transformèrent en friche. La Plaine devient ainsi la plus vaste friche industrielle d’Europe.
Le dernier train du CFI a roulé le 15 décembre 1993.
L'exploitation cesse totalement en 1994, date à laquelle la société Nozal cesse son activité. Il s'agissait de la dernière entreprise à utiliser le CFI.

## Infrastructure
Le Chemin de Fer Industriel exploitait un réseau de 15 kilomètres de voies ferrées, comprenant treize voies de 200 à 250 mètres chacune et dont le système de desserte des usines comptait environ 150 appareils de voies. Le CFI était relié au réseau de la compagnie des chemins de fer du Nord par une voie franchissant la Route nationale 1. Il était également relié au réseau des Entrepôts des magasins généraux de Paris

## Exploitation
Le CFI transporta 50 000 tonnes en 1885 (première année d'exploitation). Sa croissance est très rapide puisqu'en moins de 30 ans, cette valeur a été multipliée par 10 pour atteindre 500 000 tonnes avant la Première Guerre mondiale.
| Année | Frêt en tonnes |
| ----- | -------------- |
| 1885  | 50 000         |
| 1887  | 100 000        |
| 1890  | 200 000        |
| 1898  | 300 000        |
| 1906  | 400 000        |
| 1913  | 500 000        |

Le trafic retomba entre 300 000 et 400 000 tonnes, après la Seconde Guerre mondiale, les pics se situant en 1972 (409 492 t, 1973 (348 168 t) et 1974 (402 538 t).
Dans les années 1980, le CFI est desservi deux fois par jour par la SNCF avec des BB 63000, depuis La Chapelle-Triage. Les tranches horaires sont restreintes en raison de la traversée de l'avenue du Président Wilson : entre 6 et 8h, et entre 12 et 14h30.
Durant les années 1990, dernières années d'exploitation du CFI, n'étaient plus transportées que 100 000 t annuelles.

## Installations et matériels préservés

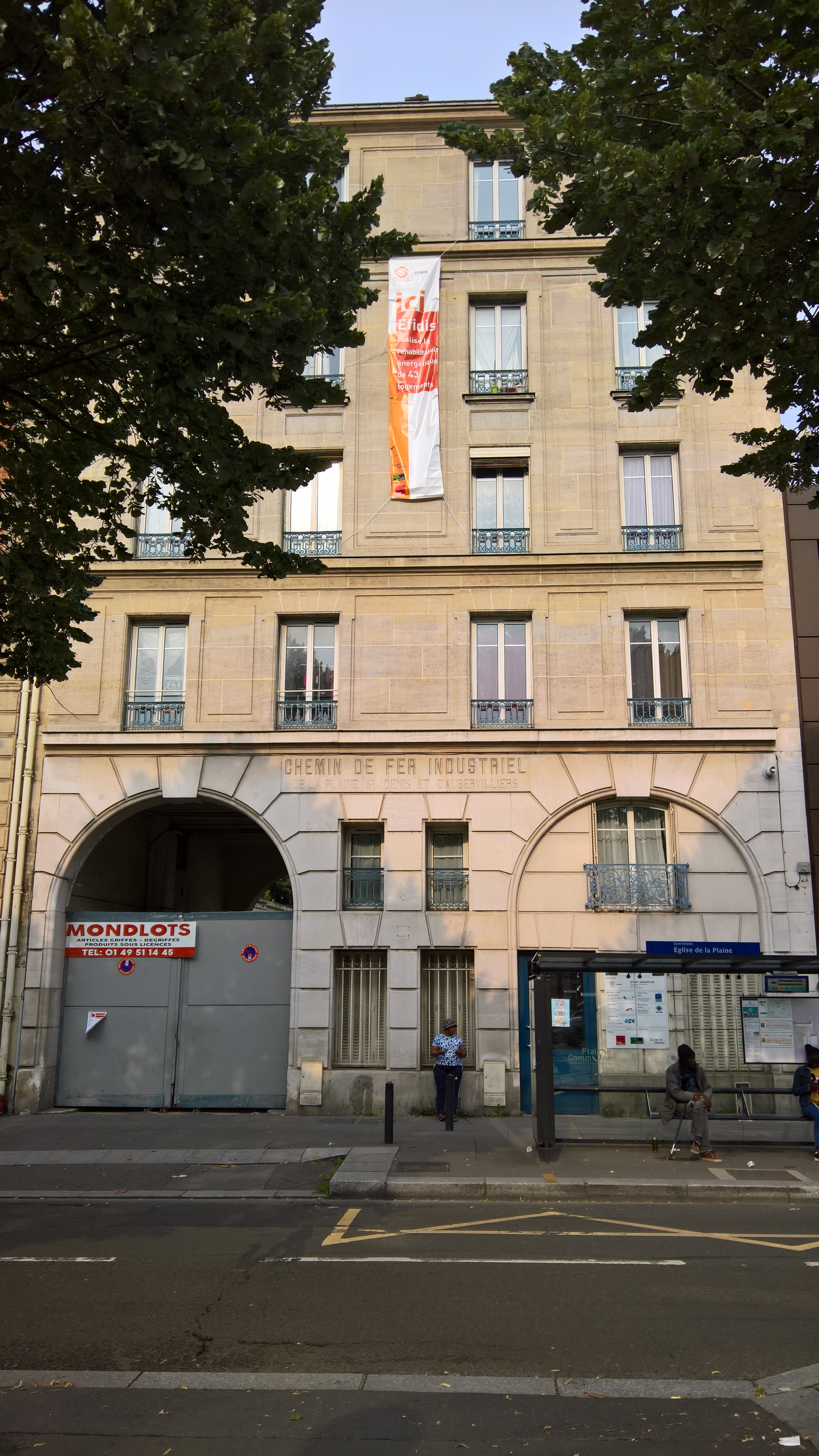
L'ancien siège du CFI en 2018, transformé en immeuble d'habitation.
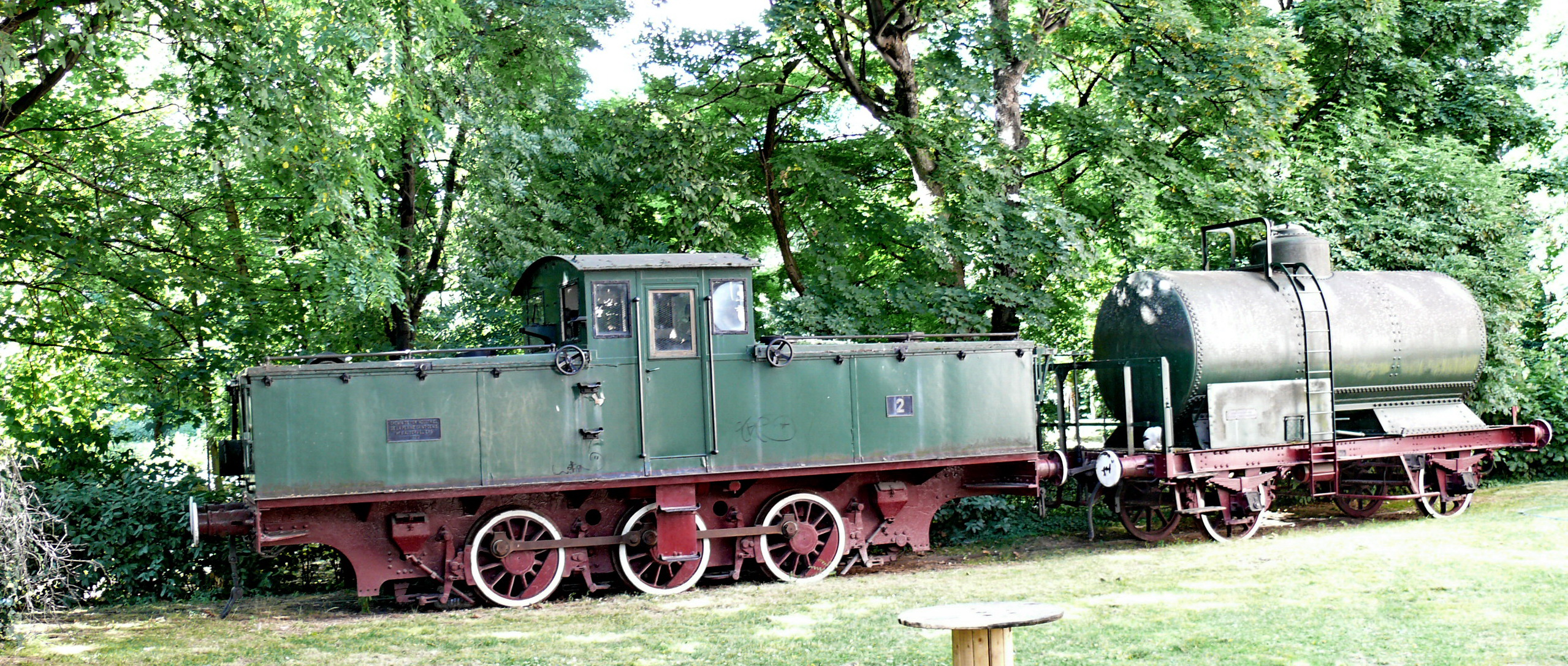
Rame-monument du chemin de fer industriel, dans le parc des EMGP.
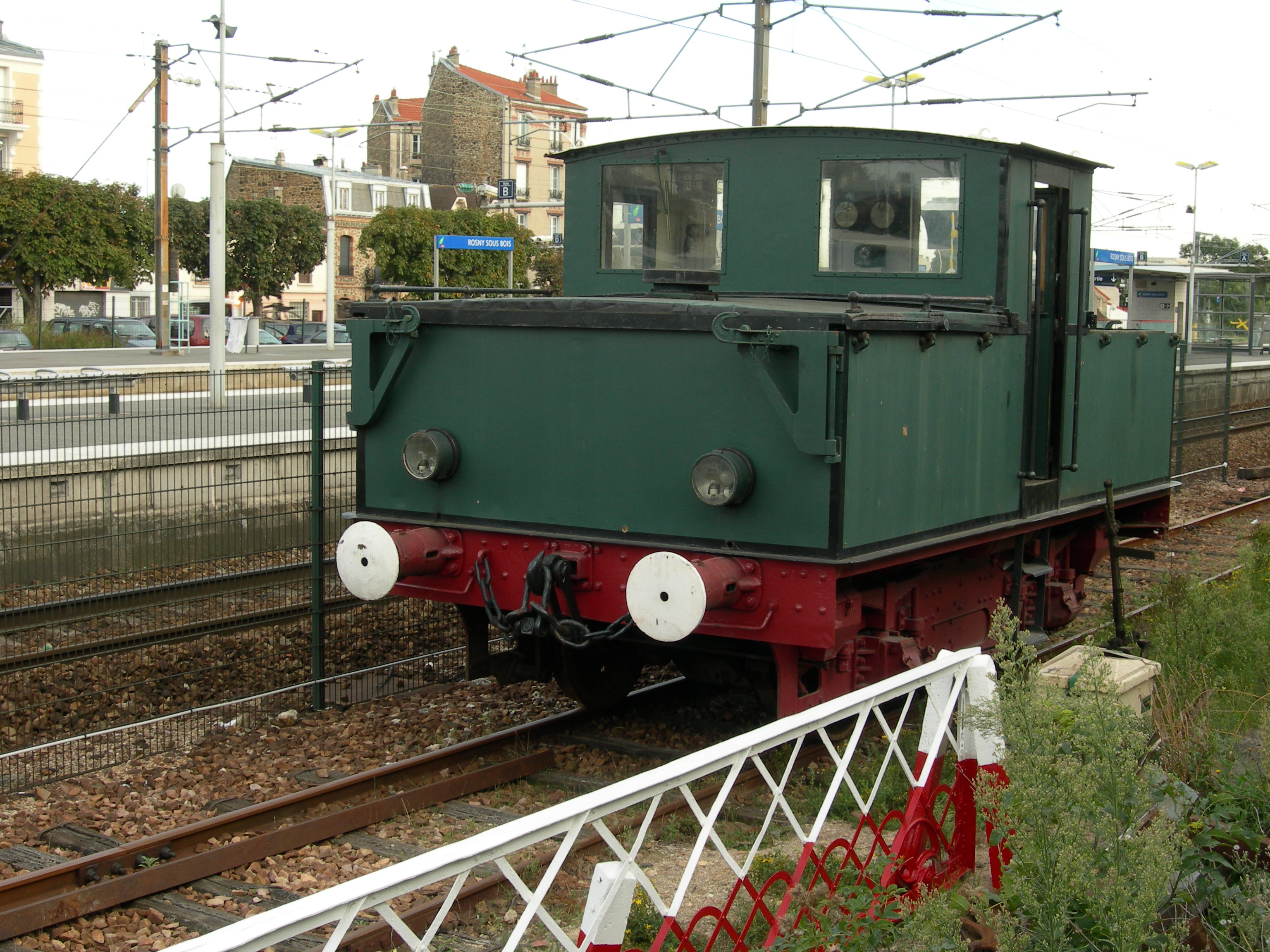
Locotracteur AEG au musée ferroviaire de Rosny-Rail.
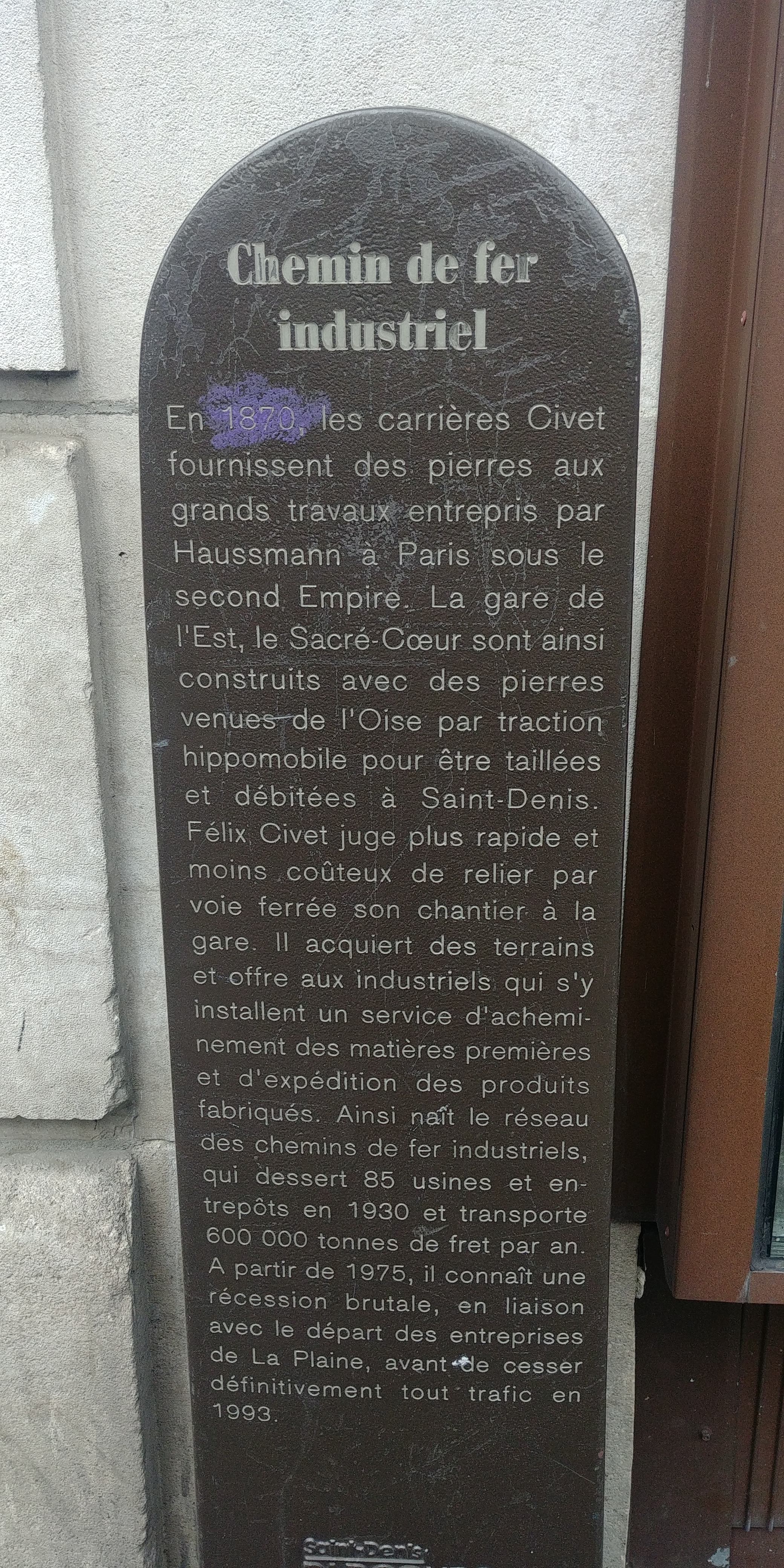
Le panneau racontant l'histoire du CFI devant le siège de la société.
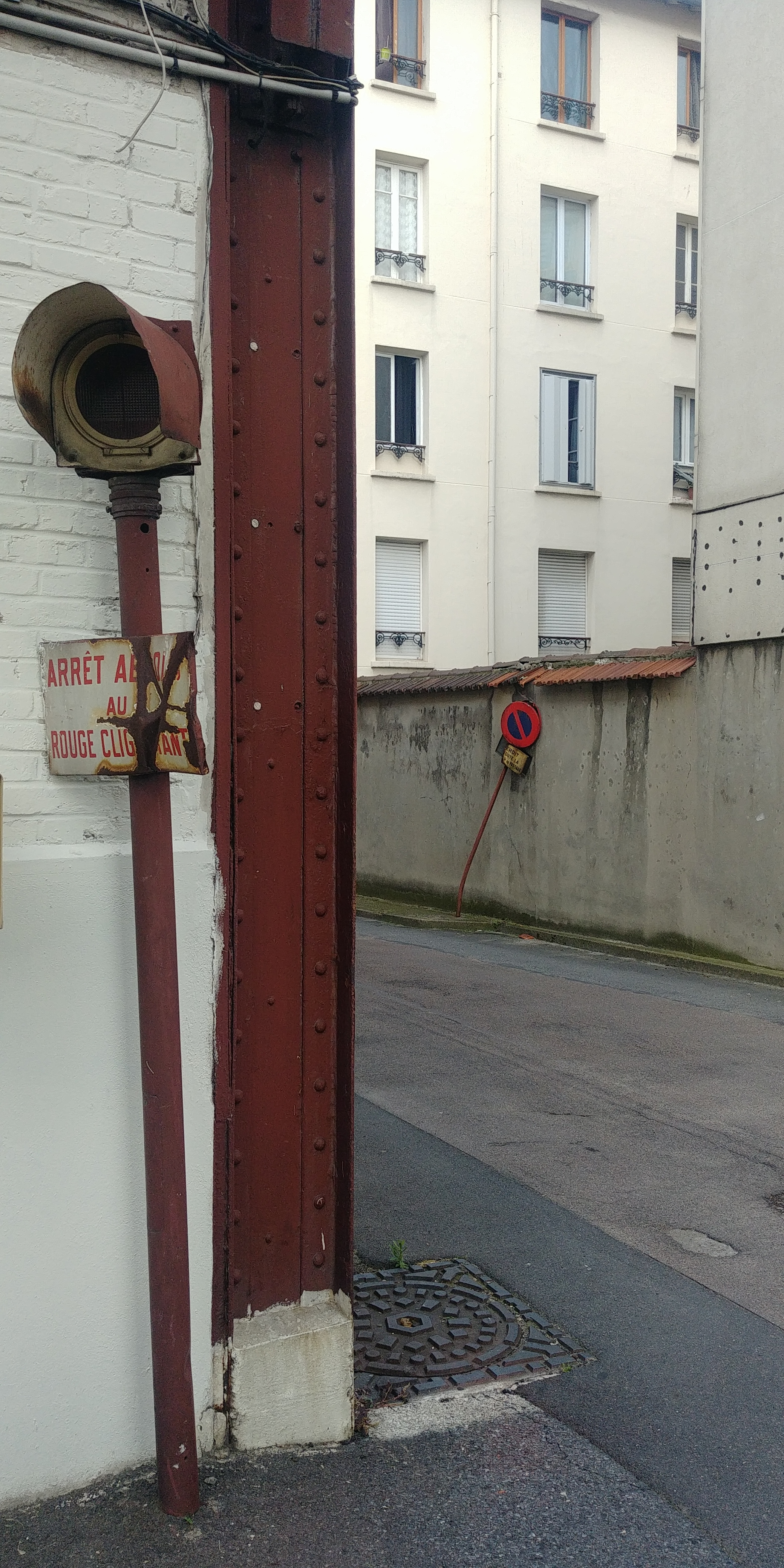
Un ancien feu de signalisation du CFI. On aperçoit des rails sous l'enrobé au second plan.
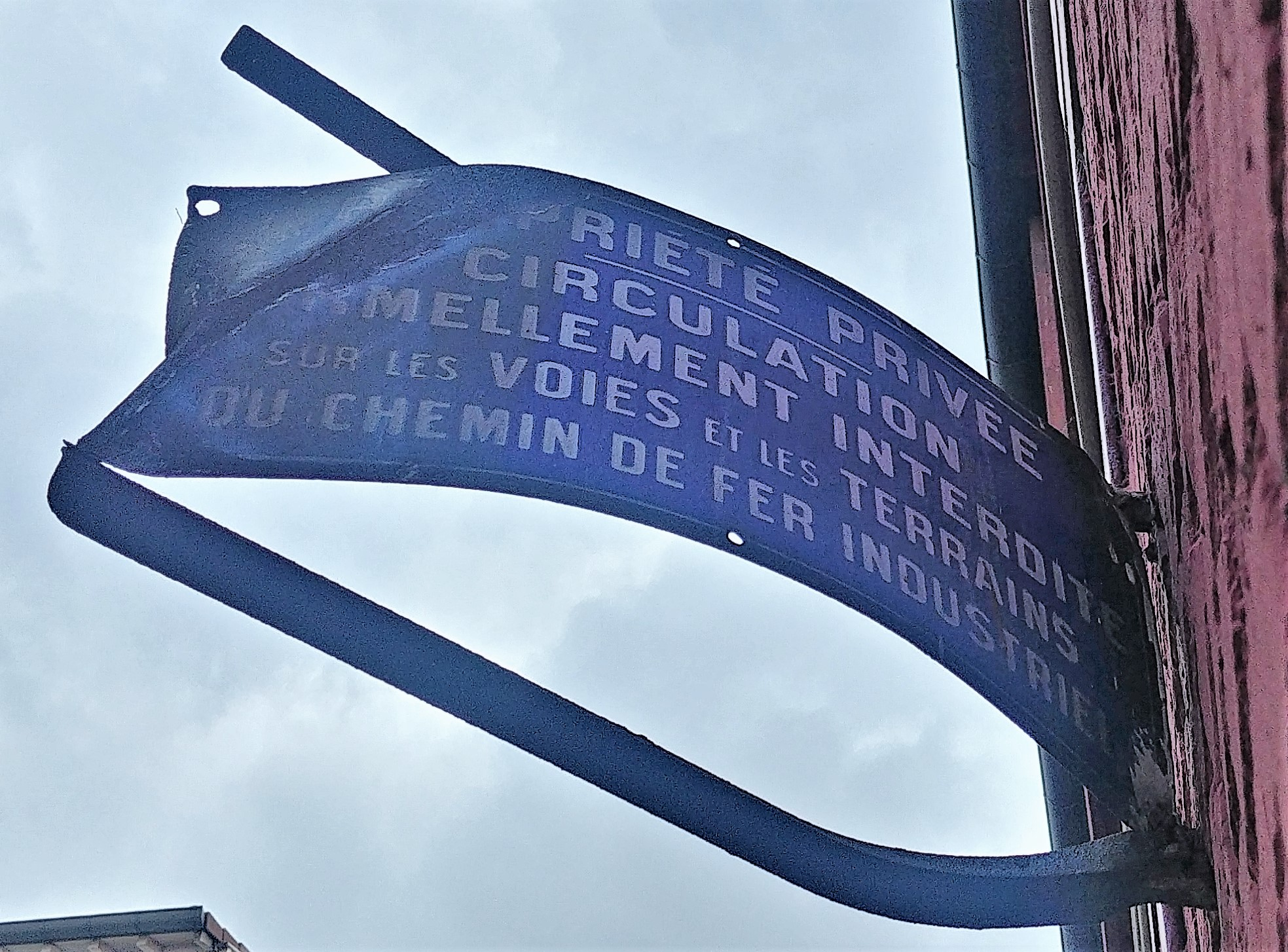
Panneau à l'entrée du 137 avenue du Président Wilson.

Le siège du CFI, 124 avenue du Président-Wilson, est préservé et a été réhabilité.
Dans les années 2000, de nombreuses rues portent encore des stigmates du passé ferroviaire du quartier, avec des restes de rails au milieu de la chaussée (rue des Fillettes, rue Waldeck Rochet etc.). En 2018, la profonde reconversion du quartier se poursuivant, il ne subsiste pratiquement aucune trace du réseau.